# براوباخ
برواباخ (بالألمانية: Braubach) هي بلدة ألمانية تقع في ألمانيا في Verbandsgemeinde Loreley. يقدر عدد سكانها بـ 3,130 نسمة .

## المدن التوأمة
مدن جيجو وVilleneuve-sur-Yonne هي مدن توأمة لـبرواباخ.